# Monophyllus plethodon
Monophyllus plethodon är en fladdermusart som beskrevs av Miller 1900. Monophyllus plethodon ingår i släktet Monophyllus och familjen bladnäsor. IUCN kategoriserar arten globalt som livskraftig. Inga underarter finns listade i Catalogue of Life. Wilson & Reeder (2005) skiljer mellan tre underarter.
Denna fladdermus blir med svans 67 till 84 mm lång, svanslängden är 8 till 16 mm och vikten varierar mellan 12,5 och 17,2 g. Arten har 39 till 46 mm långa underarmar och 12 till 15 mm långa bakfötter. Kroppen är täckt av brun till ljusbrun päls. Liksom hos den andra arten i samma släkte finns en klaff (diastema) mellan överkäkens premolarer. Luckan är däremot mindre än hos Monophyllus redmani. Tandformeln är I 2/2 C 1/1 P 2/3 M 3/3, alltså 34 tänder.
Arten förekommer på de Små Antillerna i Västindien. Den lever i låglandet och i kulliga områden upp till 550 meter över havet. Habitatet varierar mellan skogar och trädodlingar. Individerna vilar vanligen i grottor. I mars och april fångades dräktiga honor.